# Dion Beebe
Pour les articles homonymes, voir Beebe (homonymie).
Dion Beebe, né le 18 mai 1968 à Brisbane (Queensland), est un directeur de la photographie australien, membre de l'ACS (en) et de l'ASC.

## Biographie
En 1972, ses parents s'installent en Afrique du Sud, où se déroule sa scolarité. En 1986, Dion Beebe intègre une école de cinéma à Pretoria, puis regagne l'Australie et étudie à l'Australian Film, Television and Radio School (en) (AFTRS, basée à Sydney), de 1987 à 1989. Durant cette période, il se forme comme chef opérateur sur quinze courts métrages d'étudiants, sortis de 1987 à 1990.
Diplômé, suivent quelques autres courts métrages jusqu'en 1995. Son premier long métrage est le film néo-zélandais Crush d'Alison Maclean (en) (avec Marcia Gay Harden), sorti en 1992.
En 1997, Dion Beebe s'installe aux États-Unis (à Los Angeles), où il travaille d'abord sur le téléfilm My Own Country de Mira Nair (avec Naveen Andrews et Glenne Headly), diffusé en 1998.
Parmi ses films notables, mentionnons Holy Smoke de sa compatriote Jane Campion (film australien, 1999, avec Kate Winslet et Harvey Keitel), Chicago de Rob Marshall (film musical américain, 2002, avec Catherine Zeta-Jones et Renée Zellweger), Collatéral de Michael Mann (2004, avec Tom Cruise et Jamie Foxx), Mémoires d'une geisha de Rob Marshall (2005, avec Zhang Ziyi et Suzuka Ohgo), ou encore Green Lantern de Martin Campbell (2011, avec Ryan Reynolds et Blake Lively).
Son avant-dernier film à ce jour, actuellement en post-production, est Edge of Tomorrow de Doug Liman (avec Emily Blunt et Tom Cruise), dont la sortie est prévue en 2014.
Dion Beebe a d'ores et déjà obtenu de nombreuses distinctions (voir sélection ci-dessous). Entre autres,  Mémoires d'une geisha lui permet de gagner en 2006 l'Oscar de la meilleure photographie et le British Academy Film Award, dans la même catégorie.

## Filmographie

### Cinéma

#### Longs métrages
- 1992 : Crush d'Alison Maclean
- 1996 : Floating Life de Clara Law
- 1996 : What I Have Written de John Hughes
- 1998 : Praise de John Curran
- 1998 : Memory & Desire de Niki Caro
- 1999 : Holy Smoke de Jane Campion
- 2000 : Coup de foudre pour toujours (Forever Lulu) de John Kaye
- 2000 : La Déesse de 1967 (The Goddess of 1967) de Clara Law
- 2001 : Charlotte Gray de Gillian Armstrong
- 2002 : Equilibrium de Kurt Wimmer
- 2002 : Chicago de Rob Marshall
- 2003 : In the Cut de Jane Campion
- 2004 : Collatéral (Collateral) de Michael Mann
- 2005 : Mémoires d'une geisha (Memoirs of a Geisha) de Rob Marshall
- 2006 : Miami Vice : Deux flics à Miami (Miami Vice) de Michael Mann
- 2007 : Détention secrète (Rendition) de Gavin Hood
- 2009 : Le Monde (presque) perdu (Land of the Lost) de Brad Silberling
- 2009 : Nine de Rob Marshall
- 2011 : Green Lantern de Martin Campbell
- 2013 : Gangster Squad de Ruben Fleischer
- 2014 : Edge of Tomorrow de Doug Liman
- 2014 : Into the Woods de Rob Marshall
- 2016 : 13 Hours (13 Hours: The Secret Soldiers of Benghazi) de Michael Bay
- 2017 : Le Bonhomme de neige (The Snowman) de Tomas Alfredson
- 2018 : Le Retour de Mary Poppins (Mary Poppins Returns) de Rob Marshall
- 2023 : La Petite Sirène (The Little Mermaid) de Rob Marshall
- 2025 : Michael d'Antoine Fuqua

#### Courts métrages
- 1989 : Black Sorrow d'Anton Beebe
- 1990 : Hang Up de Pauline Chan
- 1997 : Down Rusty Down de John Curran
- 2014 : Lana Del Rey: Shades of Cool de Jake Nava

### Télévision

#### Téléfilms
- 1998 : My Own Country de Mira Nair

#### Documentaires
- 1997 : 100 ans de cinéma: 100 ans de cinéma australien - 40.000 ans de rêves (40,000 Years of Dreaming) de George Miller
- 1993 : The Journey
- 1994 : Eternity
- 2006 : Tony Bennett : An American Classic de Rob Marshall
- 2012 : The Zen of Bennett
- 2014 : Edge of Tomorrow Special

## Distinctions (sélection)

### Récompenses
- Oscar de la meilleure photographie
  - En 2006, pour Mémoires d'une geisha.
- British Academy Film Award de la meilleure photographie :
  - En 2005, pour Collatéral (partagé avec Paul Cameron) ;
  - Et en 2006, pour Mémoires d'une geisha.
- Festival de Cannes 2025 : Prix Pierre-Angénieux

### Nominations
- Oscar de la meilleure photographie :
  - En 2003, pour Chicago.
- British Academy Film Award de la meilleure photographie :
  - En 2003, pour Chicago.